# 千年挑戰2002
千年挑戰2002（Millennium Challenge 2002，簡稱MC02）是美軍在2002年中進行的一場主要兵棋演習，可能是此類演習中規模最大的一場。這場演習由7月24日進行至8月15日，花費2億5千萬美元，包含了真實的操演和電腦模擬。MC02意在測試未來軍隊的「轉型」——未來轉向網路中心戰並使用更強大的武器和戰術的轉型。這場演習模擬了美國代表的藍軍（Blue）對抗一個不明的中東敵手擔任的紅軍（Red）。

## 演習過程
紅軍由退役美國海軍陸戰隊中將保羅‧范裏佩爾（Paul K. Van Riper）指揮，並透過一些老方法來躲避藍軍精密的電子偵察網路：范裏佩爾用摩托車兵來傳達訊息給前線士兵，以及第二次世界大戰期間使用的燈光訊號來指示飛機起飛，而不使用無線電通訊。
紅軍收到了藍軍的最後通牒，實質上就是一份要求投降的文件，要求在24小時內回覆。這因此警示紅軍，藍軍正在接近中。紅軍在演習時間的第二天使用一支小艇組成的艦隊來確認藍軍艦隊的位置，在一場先發制人的攻擊中，紅軍發動了大量巡弋飛彈的齊射攻擊，超過藍軍艦隊電子感測器能處理的數目，並摧毀了16艘戰艦。其中包含一艘航空母艦、十艘巡洋艦和總數六艘中的五艘兩棲登陸艦。在現實中發生的同樣戰果將會造成超過兩萬名人員的死亡。就在這巡弋飛彈的攻勢結束以後，紅軍如預料中地利用藍軍難以偵測小艇的劣勢，靠一小群進行傳統和自殺攻擊的小艇「打沉」很大一部份的藍軍艦隊。
此時演習被暫停了，藍軍的戰艦「浮起來」，交戰規則也改變了；彼得·佩斯（Peter Pace）將軍後來如此解釋：「你在第一天就把我殺了，然後我得在接下來的十三天坐著一旁發呆，還是說你讓我活過來，如此你就從我身上多了十三天實驗的時間。哪種方式比較好？」 在這重新設定以後，兩邊都被命令要按照預定的計劃行動。
在演習重新開始以後，演習被強制遵照著一項能確保藍軍勝利的腳本走。在這規則被加入以後，紅軍受命打開所有防空雷達好讓這些雷達被摧毀，紅軍也不被允許打下任何載運藍軍部隊到岸上的飛機。 范裏佩爾亦聲稱演習的官員們拒絕他使用自己的戰術和想法對抗藍軍，而且他們也命令紅軍不能使用特定幾樣武器系統對抗藍軍艦隊，甚至要洩露出紅軍部隊的所在位置。 如此招來了批評：演習已經由一場對於美國戰鬥能力誠實、開放的自由測試，轉變成意圖有一個美國大獲全勝的結局，被僵化地控制並且預先決定好走向的演習。 這表示「2億5千萬美元被浪費掉了」。

## 結果
范裏佩爾因為對於寫定的演習走向有異議而在演習途中就辭職了，他之後表示演習的目的已經轉變成強化既有的教條和美軍不敗的概念，而非像原本作為學習經驗。范裏佩爾也聲稱此項演習事先被動了手腳因此看起來能適用於現代、聯合作戰的戰爭概念，而這正式演習本來要驗證的。 他的話被德國電視二台—紐約時報的文件《完美戰爭》（The Perfect War）所引用，這份文件中說范裏佩爾在MC02裡看到的就好像是越戰期間羅伯特·麥克納馬拉領導下的國防部一樣，說白了就是美軍不能也不會被打敗這份想法。
負責執行演習和發展軍隊聯合的概念與需求條件的美國海軍中將馬提·梅爾（Marty Mayer）對范裏佩爾的批評則回應道：
|                     | 范裏佩爾將軍顯然感覺自己太受束縛了，我只能說他在有些地方沒被限制住，有些地方則由於要方便導出試驗和特定演練的結果，所以限制了他。 |
| ——海軍中將馬提·梅爾 | |

聯合部隊司令部發言人，海軍上校约翰·卡曼（John Carman）說這場演習適切地驗證了由藍軍測試的主要理念的效用，但他沒有提到強加在范裏佩爾的紅軍上的限制，而這些限制讓藍軍得以獲勝。约翰·卡曼也表示基於這場演習結果各方面的建議，包含了教條、訓練和採購等方面，將會傳達給參謀長聯席會議主席理查·邁爾斯將軍（Richard Myers）。

## 外部連結
- . USJFCOM.   [2012-03-11]. （原始内容存档于2007-09-28）.
- . Nova. PBS.   [2012-03-11]. （原始内容存档于2012-03-12）.
- Military transformation
- Naylor, Sean D. . Army Times. 2002-08-16.
- Kaplan, Fred. . Slate. 2003-03-28  [2012-03-11]. （原始内容存档于2011-08-25）.
- Borger, Julian. . Guardian Online (London). 2002-08-21  [2012-03-11]. （原始内容存档于2008-08-21）.
- Brecher, Gary. . The Exile. 2002-12-11  [2010-02-16]. （原始内容存档于2010-08-18）.
- TV documentary: The Perfect War（页面存档备份，存于）
- Gladwell, Malcolm. . Little, Brown. 2005: 99–146.